# Drammens Atletklubb 50 år
Drammens Atletklubb 50 år er en jubilæums-udgivelse i anledning af Drammens Atletklubb's 50-årsjubilæum i 1967. 
Bogen er på 56 sider og dokumenterer DAK's historie indenfor vægtløftning, boksning og brydning fra stiftelsen i 1917 til 1967. I tillæg nævnes DAK's Aldermandsliga, damegruppe, banneret, mærkesmænd og æresmedlemmer. Bogen har et særskilt kapitel der diskuterer nogle af de mest hædrede medlemmer og et andet kapittel beskriver klubbens styre og stil gennem 50 år med navnet på formanden og  enliste over klubbens administration. Sidst i bogen bliver alle hædrede medlemmer samt alle pokaler og trofeer vundet af DAK listet. Bogen er rigt illustrert med sort-hvid billeder af enkeltpersoner og grupper.